# Savigné-l’Évêque
Savigné-l'Evêque – miejscowość i gmina we Francji, w regionie Kraj Loary, w departamencie Sarthe.
Według danych na rok 1990 gminę zamieszkiwało 3576 osób, a gęstość zaludnienia wynosiła 126 osób/km² (wśród 1504 gmin Kraju Loary Savigné-l'Evêque plasuje się na 127. miejscu pod względem liczby ludności, natomiast pod względem powierzchni na miejscu 318.).